# Basingstoke

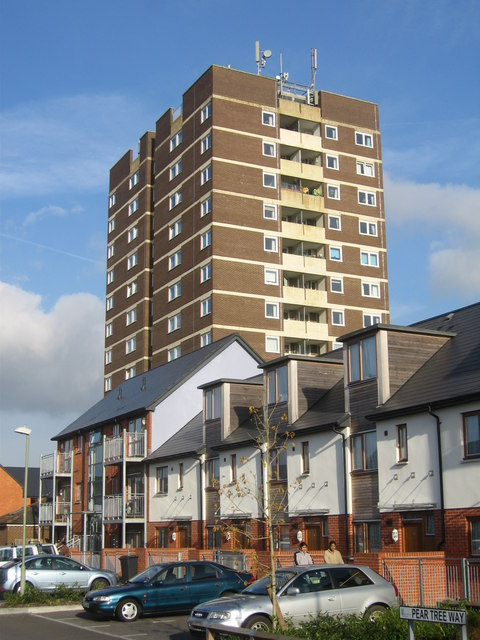
Oakridge Tower med nyare bebyggelse i förgrunden.

Basingstoke (engelskt uttal: [ˈbeɪzɪŋstoʊk]) är en stad i grevskapet Hampshire i södra England. Staden är huvudort i distriktet Basingstoke and Deane och ligger cirka 72 kilometer sydväst om centrala London samt cirka 27,5 kilometer nordost om Winchester. Tätorten (built-up area) hade 117 207 invånare vid folkräkningen år 2021.
Staden växte mycket kraftigt under 1960-talet och har ibland kommit att uppfattas som en så kallad new town. Fram till 1950-talet var den dock en mindre handelsstad.
Bland sevärdheterna kan nämnas museet Milestone inrymt i en stor hall där stadens utveckling skildras, bland annat har äldre stadsmiljöer och industrier byggts upp. I Basingstoke grundades företaget Burberry år 1856. Basingstoke nämndes i Domedagsboken (Domesday Book) år 1086, och kallades då Basingstoches.
Fotbollsklubben Basingstoke Town FC kommer från staden.